# Skarabäus
Als Skarabäen (Glückskäfer, altgriechisch σκαραβαίος skarabaios) werden Abbildungen des Heiligen Pillendrehers (Scarabaeus sacer) in der altägyptischen Kunst (Malerei, Plastik und Schmuck) bezeichnet. Die Verwendung erfolgte vor allem als kleine Amulette aus Stein. Allerdings gab es auch große, aus Stein bestehende Plastiken bei Tempeln. Die altägyptische Bezeichnung für den Skarabäus war cheperer. Je nach hieroglyphischer Schreibung war der Skarabäus-Käfer, Mistkäfer, der Gott Chepre (auch Chepri) oder auch ein Schmuckstück in Form eines Skarabäus gemeint.
Das Verhalten des Skarabäus, Dungkugeln vor sich her zu rollen, stellte einen Bezug zu Re und seiner Fahrt mit der Sonnenbarke über den Himmel her. Nach antiken Autoren wie Plutarch, Clemens von Alexandria oder Horapollon sei der Käfer außerdem verehrt worden, weil man der Ansicht gewesen sei, alle Tiere wären männlich, so dass er als Symbol einer männlichen Schöpferkraft gegolten habe. Möglicherweise diente das Vergraben einer Kugel im Schlamm und das anschließende Erscheinen neuer Käfer aus der Erde auch als Symbol der Wiedergeburt nach dem Tode. Sie symbolisierte vielleicht auch den unterirdischen Sonnenlauf, während der Nacht. Diese Angaben zur Deutung stammen aber aus griechischen, römischen oder spätantiken Quellen, entsprechende Berichte aus dem Alten Ägypten selbst liegen nicht vor.

## Bedeutung bei den alten Ägyptern

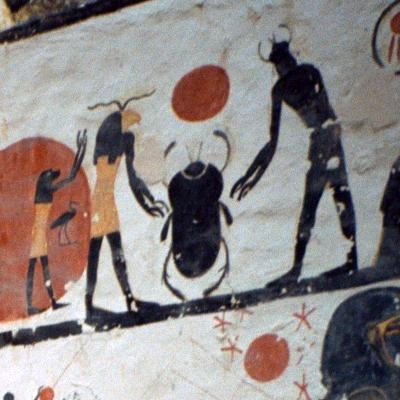
Chepre (Grabkammer KV6, Tal der Könige)

### Göttliches Tier
Der Skarabäus hat einen stark solaren Aspekt: Er wurde mit dem Sonnenlauf identifiziert. Die Dungkugel wird dann zur Sonne, die er formt, transportiert und vergräbt, was mit dem Sonnenuntergang gleichgesetzt wird. Daraus folgt eine Symbolisierung des Sonnengottes Re, der Fahrt in der Sonnenbarke sowie mit Cheper, die Erscheinung von Re als Morgensonne.

### Glücksbringer
Der Skarabäus löste den Schnellkäfer als Amulettform ab und übernahm von ihm die Bedeutung „Auferstehung und Leben“. Er galt für die Ägypter als Glücksbringer.

### Moderne Erklärung
Die Bedeutung als Glücksbringer und Schutzsymbol resultiert aus der früheren Annahme, dass Skarabäen das Nilhochwasser angeblich frühzeitig spüren. Die Tiere wanderten weg vom Wasser, tauchten in den Häusern auf und kündigten so den Ägyptern das ersehnte Nilhochwasser an.

## Darstellungsformen und Verwendung
Solche Skarabäen – dann auch Skarabäoide genannt – wurden in Ägypten meist aus Steinen, besonders Steatit, geschnitten. Es gibt sie aber auch in Fayence, Granat, Amethyst, Jaspis, Alabaster, Lapislazuli, Basalt, Granit, Glas, Fritte, Silber und Gold.

### Amulette
Sie sind meist der Länge nach durchbohrt, so dass man sie an einem Faden oder in einem Ring tragen konnte. Die ersten Skarabäen tauchen am Beginn des Mittleren Reiches auf und scheinen Amulett- oder Siegelcharakter gehabt zu haben. Ihre Unterseite ist nach dem Mittleren Reich meist mit Mustern, Hieroglyphen oder symbolischen Darstellungen dekoriert.

### Siegel
Skarabäen dienten auch als Siegel, z. B. von Weinkrügen etc. Die Siegelskarabäen unterscheiden sich im Wesentlichen nur durch die Beschriftung auf der Unterseite. Am Ende der 12. Dynastie und in der 13. Dynastie werden sie auch mit Namen von Herrschern und Beamten beschriftet. Die Beamtensiegel verschwinden am Beginn des Neuen Reichs. Zu etwa dieser Zeit verbreitete sich die Tradition der Skarabäen als Siegel in den Nahen Osten, wo teilweise ägyptische Motive nachgeahmt wurden; es bildeten sich auch örtliche Traditionen mit anderen Bildern aus. Häusliche Siegel in Ägypten mit dem Titel nebet per (nb.t pr, „Herrin des Hauses“) bestanden lange Zeit daneben fort.

### Gedenkskarabäen
Amenophis III. begann mit der Herausgabe von fünf „Skarabäenreihen“, die die Mitteilungen über bestimmte Ereignisse bis in die entlegenen Provinzen und befreundeten Länder bringen sollten. Der erste davon ist der sogenannte „Hochzeitsskarabäus“ und mit Sicherheit der Berühmteste: Er berichtet über die Hochzeit des Königs mit Teje. Die Art der Nennung seiner Schwiegereltern (nur mit Namen, ohne Titel) gaben Anlass zu der Vermutung, dass seine Frau Teje bürgerlicher Herkunft war.

### Herzskarabäen
Hierbei handelt es sich um wesentlich größere Formate ohne Bohrung, auf denen oft der Totenbuchspruch 30 (a oder b) notiert ist (das Wiegen der Herzen durch Thot). Er wurde ausschließlich im Grabkontext gebraucht. Er wurde auf die Mumien neben das Herz gelegt, ersetzte dieses aber nicht. Die ältesten Exemplare stammen aus der 13. Dynastie (ca. 1750 v. Chr.) (siehe z. B. Nebanch). Im Neuen Reich und später sind sie dann Standard in einer gehobenen Grabausstattung.

### Größe
Die Amulettskarabäen sind in der Regel nicht länger als 1–1½ cm. Die größeren, bis zu 5 oder 6 cm in der Länge, tragen religiöse Inschriften und wurden in die Bandagen eingewickelt. Die Nachrichtenskarabäen erreichen etwa dieselbe Größe. Aufgrund der zunehmenden Vermischung der ägyptischen, gnostischen und christlichen Lehre findet man auf diesen Gemmen teilweise auch christliche Aufschriften.

### Typologie
Das Aussehen der Oberseite der Skarabäen unterlag im Laufe der Zeit einer stilistischen Entwicklung. Ein erfahrener Ägyptologe ist in der Lage, einen Skarabäus anhand bestimmter Merkmale zu datieren. So waren sie in der Anfangszeit beispielsweise gemmenartig mit nur angedeuteter Teilung, der Grenze zwischen Pronotum und Elytren entsprechend. Diese Teilung verfeinerte sich mit der Zeit, und die Oberseite wurde plastischer. Ab der 18. Dynastie, so unter Echnaton (Amarna-Zeit) und den nachfolgenden Ramessiden, hatte sich der Typ dem Naturvorbild des Tieres so weit angenähert, dass neben den angedeuteten Flügeln am Rand Beine sowie feine Haare auf ihnen zu erkennen sind. Skarabäen aus der Spätzeit verlieren hingegen wieder ihre naturalistische Anmutung und sind zunehmend schematischer gestaltet.

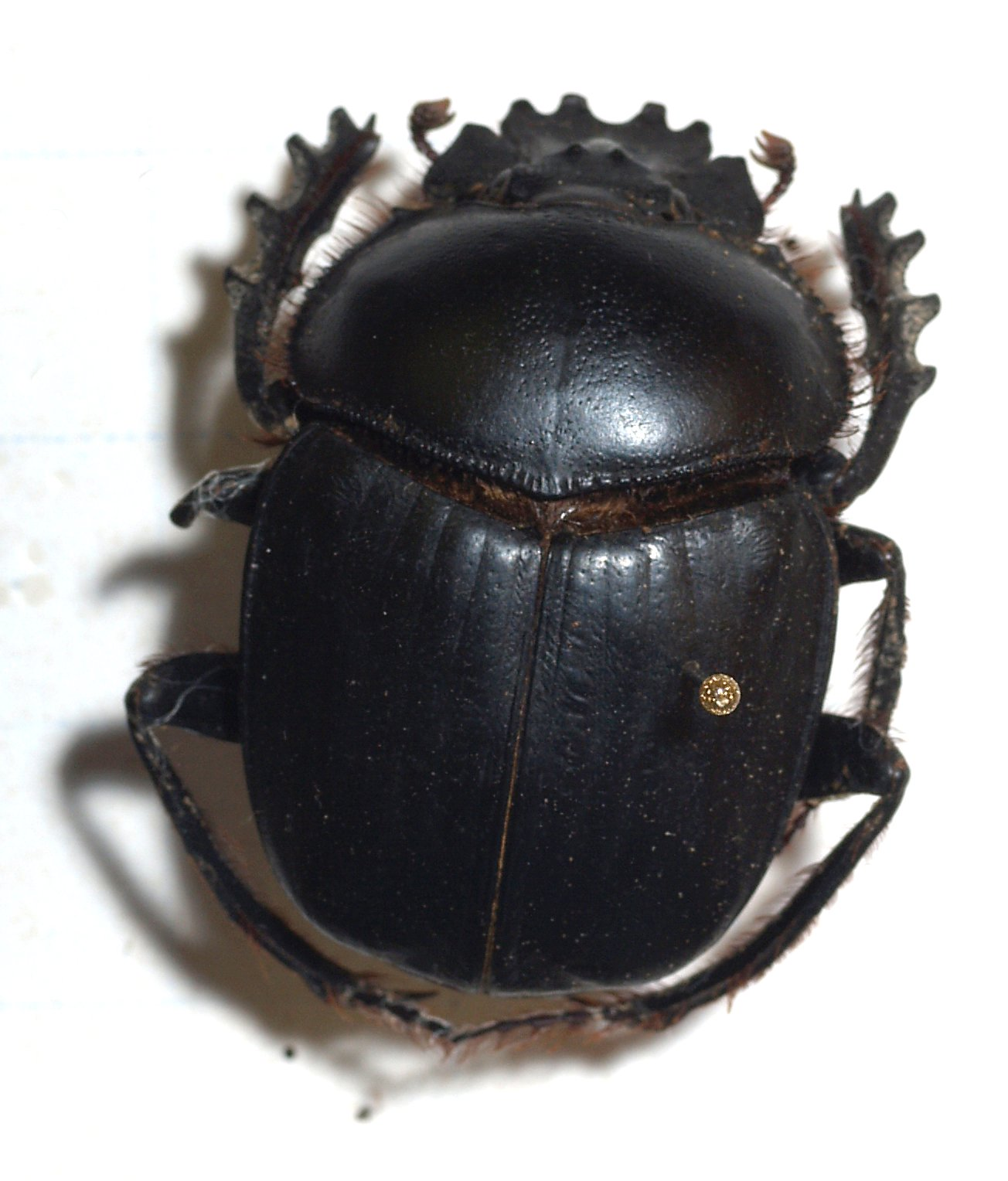
Exemplar eines Scarabaeus sacer
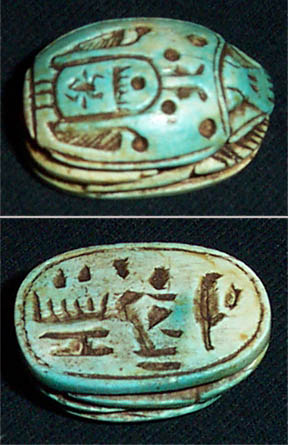
Moderner Skarabäus aus bemaltem Speckstein
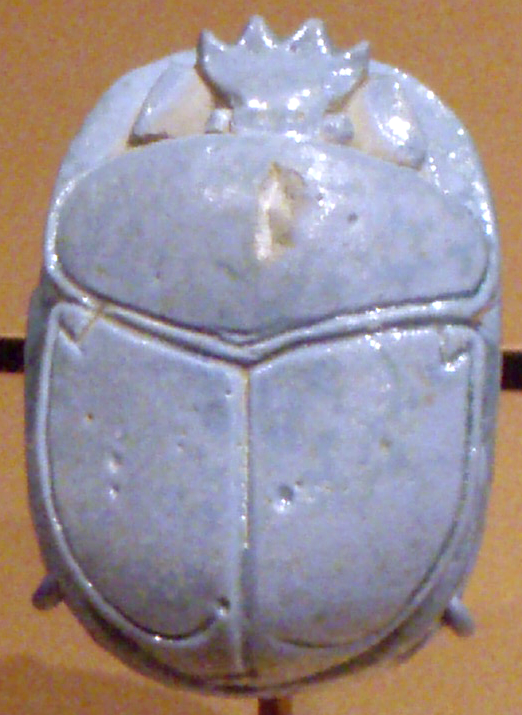
Oberseite des „Hochzeitsskarabäus“ Amenophis III. und der Teje, 18. Dynastie
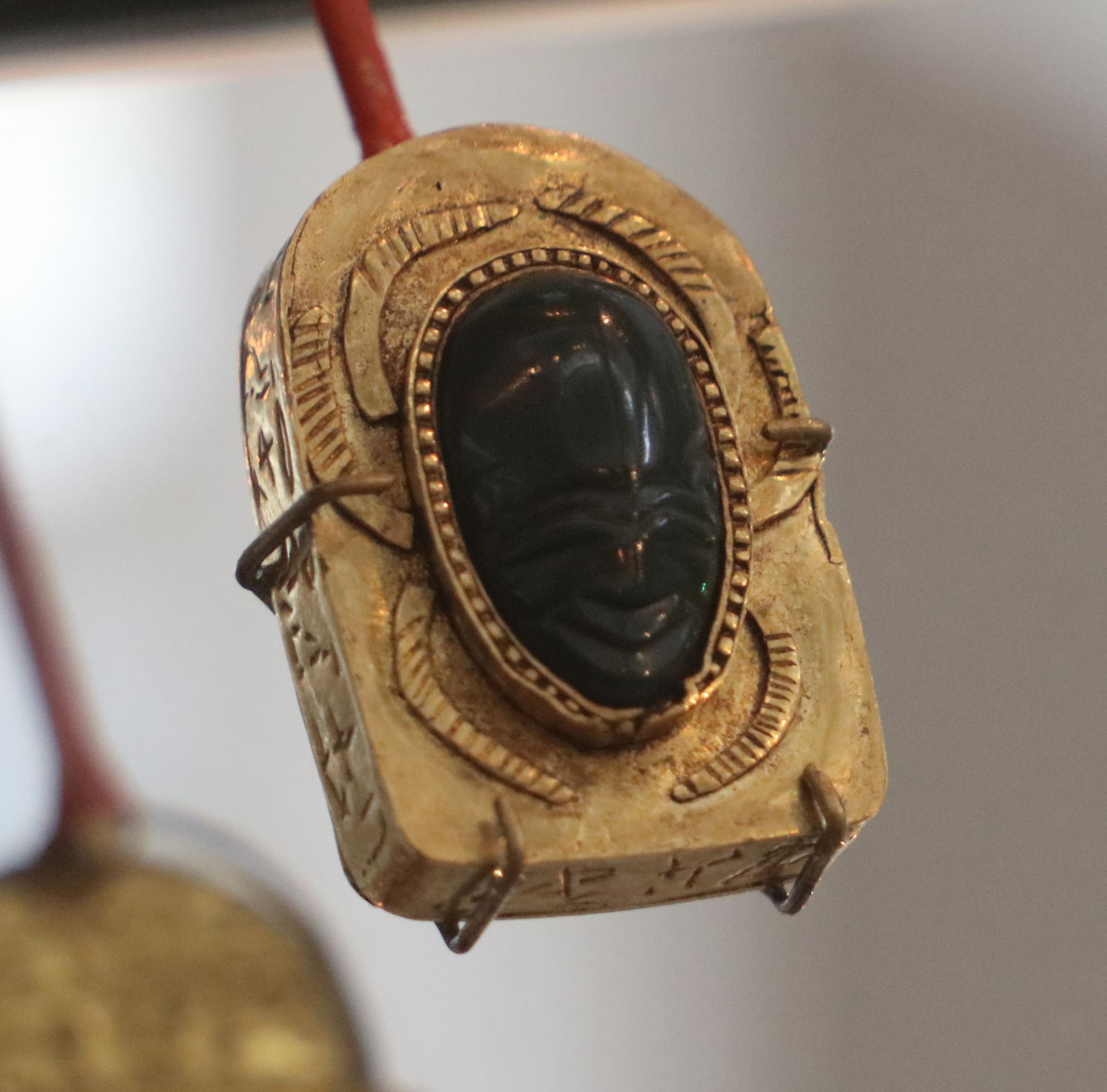
Herzskarabäus von Sobekemsaf I.
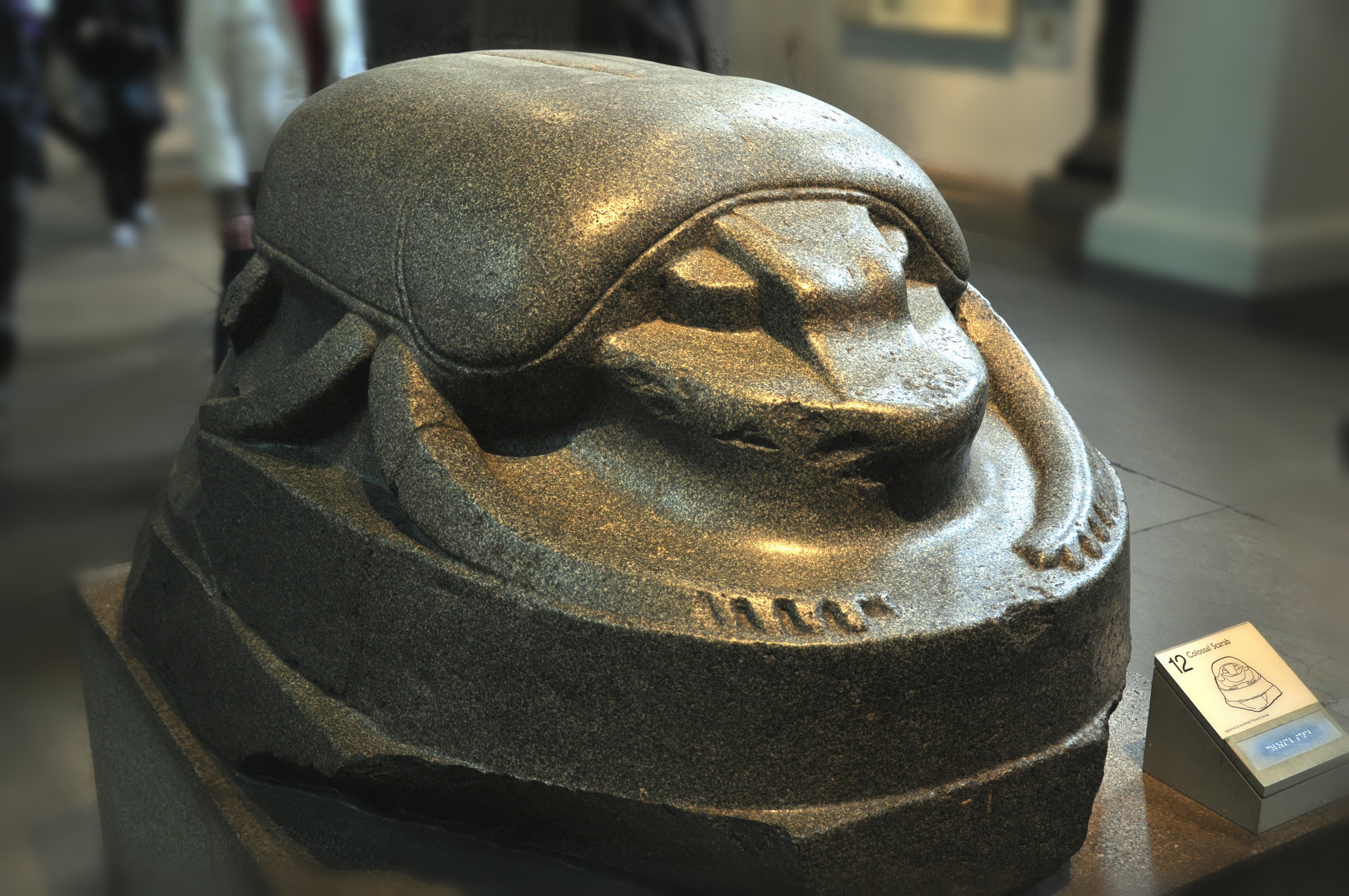
Einer der größten bekannten Skarabäen mit etwa 1,5 m Länge

## Bedeutung in der Schriftsprache
In der Hieroglyphenschrift des alten Ägyptens ist der Skarabäus das Ideogramm für das Wort cheper (ḫpr), dessen Hauptbedeutungen „werden“ bzw. „entstehen“ sind. Die jungen Käfer wurden beim Schlüpfen aus der Erde beobachtet. Da sich die jungen Käfer von dem Dung ernähren, fressen sie sich in die Erde, und als Käfer schlüpfen sie dann aus der Erde. Deshalb stand der Skarabäus im alten Ägypten für Befruchtung und Wiedergeburt.

## Übernahme durch andere Kulturen
Skarabäen fanden sich auch in phönizischen und punischen Gräbern auf Sardinien und in Etrurien.

### Artikelgrundlage
- Skarabäus. In: Meyers Konversations-Lexikon. 4. Auflage, 1888–1890, Band 14, S. 358 (Digitalisat).

### Weiterführend
- Isaac Myer: Scarabs. The history, manufacture and religious symbolism of the scarabaeus in ancient Egypt, Phoenicia, Sardinia, Etruria. Also remarks on the learning, philosophy, arts, ethics of the ancient Egyptians, Phoenicians, etc. Dayton, New York 1894, (Digitalisat).
- Manfred Lurker: Lexikon der Götter und Symbole der alten Ägypter. Fischer Taschenbuch Verlag, Frankfurt am Main 2005, ISBN 3-596-16693-4.